# MODEL1
MODEL1（モデルワン）は1992年にセガによって開発されたアーケードゲーム基板である。セガが発売したポリゴンによる3D描画機能を搭載した基板としては最初期の製品である。

## 概要
セガと米国のゼネラル・エレクトリック・エアロスペース社（後のマーティン・マリエッタ）との共同で開発された。先行する3Dポリゴン基板にはナムコのSYSTEM21が存在する。
MODEL1上で動作するゲームとして最初にリリースされたのはバーチャレーシングであった。バーチャレーシングはもともとMODEL1の動作確認用として試作されたもので、本来であれば商用リリースの予定はなかったが、出来がよかったためにブラッシュアップを施されて発売された。
また、バーチャレーシングに搭載された初期型のMODEL1基板はその後のものとバージョンが異なっており、互換性はない。しかし、バーチャレーシングは専用の筐体で提供されたために、不都合はほとんど生じなかった。
MODEL1のメインCPUはNEC製のV60、描画プロセッサは富士通製のMB86233。サウンド機能は別基板となっており、4ch出力が可能なサウンドボードを使用（初期のMODEL2基板においても使用）また後期のスターウォーズではWAVE音源再生可能なボードを使用している。描画能力は18万ポリゴン/秒。フラットシェーディングやアルファブレンディングが可能であったものの、ポリゴンにテクスチャーを貼ることが出来ないなど、最低限度の表示品質しか実現できなかった。フレームレートは良くても30fps程度であった。
3Dポリゴンを表示するだけでも苦労が伴う時代であったため、当時の基板としては非常に高価になっていたこともあり、MODEL1で開発されたゲームは6本にすぎない。何れも3Dゲームのプロトタイプを示す程度の役割しか担えなかった。テクスチャ付きで60fpsを実現する本格的な3Dポリゴンへの移行は翌年に発表されたMODEL2によって行われた。
部品調達難に伴い、2017年3月31日を以って修理サポートが終了した。

## 主なスペック
CPU
V60(32bit) @ 16MHz
数値演算プロセッサ
DSP(32bit) @ 40MHz
3Dマトリックス・軸回転・浮動小数点演算機能搭載
RAM
1MB（ROM：47MB）
解像度
496(H) x 384(V) 水平周波数24kHz
3Dグラフィックエンジン
最大540,000ベクトル/秒
最大180,000ポリゴン/秒
フラットシェーディング・鏡面・拡散反射モード内蔵
ポリゴン面 120Mピクセル/秒,1600万色・発色可能
発色数
65,536色 1,024カラーパレット（16,777,216色中）
スクロール：32,768色,128カラーパレット（2面）
ウインドウ：32,768色,128カラーパレット（2面）、水平方向ラインスクロール可能
その他
通信機能拡張、MIDIによるサウンド通信
サウンド部
FM音源　YM3438
PCM音源　サンプリング周波数44.643kHz、同時発音28音18ビット2ch出力
アクティブ・サーボ・スピーカーシステム(AST)搭載
MIDIによるメインボードとの通信

## 対応タイトル
| 作品名               | 備考                                                        | 出典               |
| -------------------- | ----------------------------------------------------------- | ------------------ |
| バーチャレーシング   | スーパー32Xへ移植された                                     | [ 3 ] [ 4 ]        |
| バーチャフォーミュラ |                                                             |                    |
| バーチャファイター   | スーパー32Xへ移植された                                     | [ 5 ] [ 6 ]        |
| スターウォーズ       | スーパー32Xへ『スターウォーズ・アーケード』として移植された | [ 7 ]              |
| ウイングウォー       | スーパー32Xへの移植中止                                     | [ 8 ] [ 9 ] [ 10 ] |
| セガネットマーク     |                                                             | [ 11 ]             |

## 参考資料
- マイコンBASICマガジン （号数不明）　Video Game P.244「セガからシステム基板が2種類登場 MODEL1(仮),システムマルチ32」